# 华阳路街道 (青岛市)
华阳路街道原是中国山东省青岛市市北区下辖的一个街道。现已并入大港街道。

## 行政区划
华阳路街道下辖华阳路社区、长春路社区、曹县路社区、昌乐路社区、内蒙古路社区。